# Steffenshagen
Steffenshagen ist eine Gemeinde im Landkreis Rostock in Mecklenburg-Vorpommern (Deutschland). Die Gemeinde wird vom Amt Bad Doberan-Land mit Sitz in der gleichnamigen Stadt verwaltet.

## Geografie
Die Gemeinde liegt an der Nordostseite der Kühlung, einem Höhenzug zwischen den Städten Kröpelin und Kühlungsborn. Steffenshagen ist nur etwa sechs Kilometer von der Ostseeküste entfernt (Strand des ältesten deutschen Seebades Heiligendamm). Die Gemeinde setzt sich aus den Teilen Nieder Steffenshagen und Ober Steffenshagen zusammen.

## Geschichte
Steffenshagen wurde von deutschen Kolonisten gegründet. 1273 wurde der Ort erstmals urkundlich als Stephaneshaghen genannt. Eine Schadensrechnung des Klosters Doberan aus dem Jahr 1312 nennt deutsche Namen wie Arnold, Wedemann, Kruse, Dietrich und Hildebrand. Steffenshagen wird in mehreren mittelalterlichen Urkunden genannt.
Die Kirche war Patronatskirche des Doberaner Abtes. Seit der Säkularisation Mitte des 16. Jahrhunderts gehörte Steffenshagen dem herzoglichen Domanialverband an.

## Kultur und Sehenswürdigkeiten
→ Siehe auch Liste der Baudenkmale in Steffenshagen
- Museumshof: Denkmalhof um eine 200 Jahre alte Bockwindmühle mit historischen Werkstätten (Backhaus, Schmiede, Tischlerei). Die Windmühle wurde aus dem sachsen-anhaltischen Buschkuhnsdorf umgesetzt und 1998 in Steffenshagen aufgebaut und restauriert.
- Die gotische, dreischiffige Dorfkirche Steffenshagen ist eine Hallenkirche aus Backstein. Der Chor stammt vom Ende des 13. Jahrhunderts. Teilweise wurde der Bau in der zweiten Hälfte des 19. Jahrhunderts erweitert, auch der historisierende Turm stammt aus dieser Zeit. Im Inneren der Kirche finden sich ein Schnitzaltar aus der zweiten Hälfte des 15. Jahrhunderts, eine Kanzel aus dem 18. Jahrhundert, eine Triumphkreuzgruppe aus dem 14. Jahrhundert und eine romanische Granittaufe.
- Ehemaliges Schulgebäude in Niedersteffenshagen

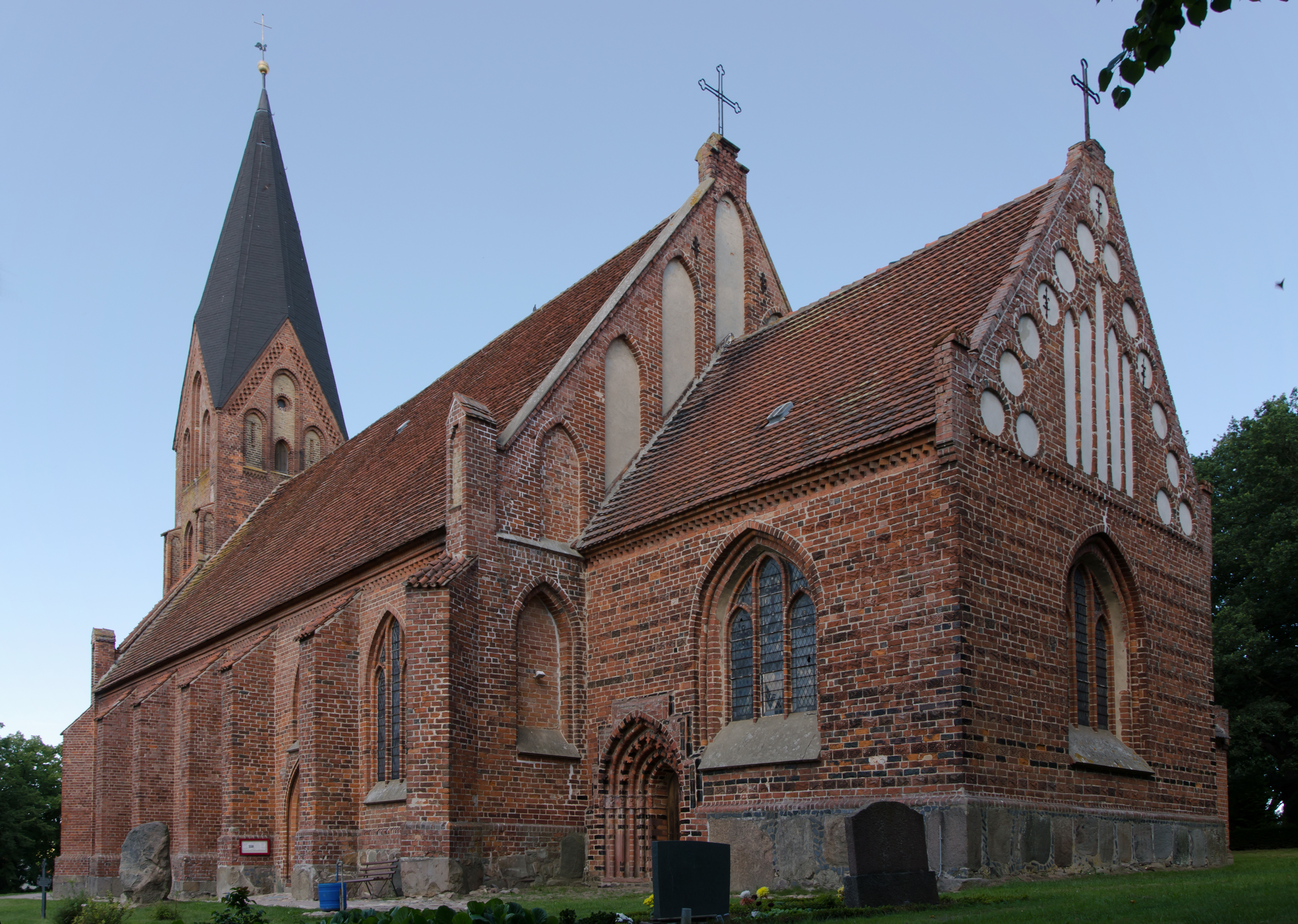
Kirche
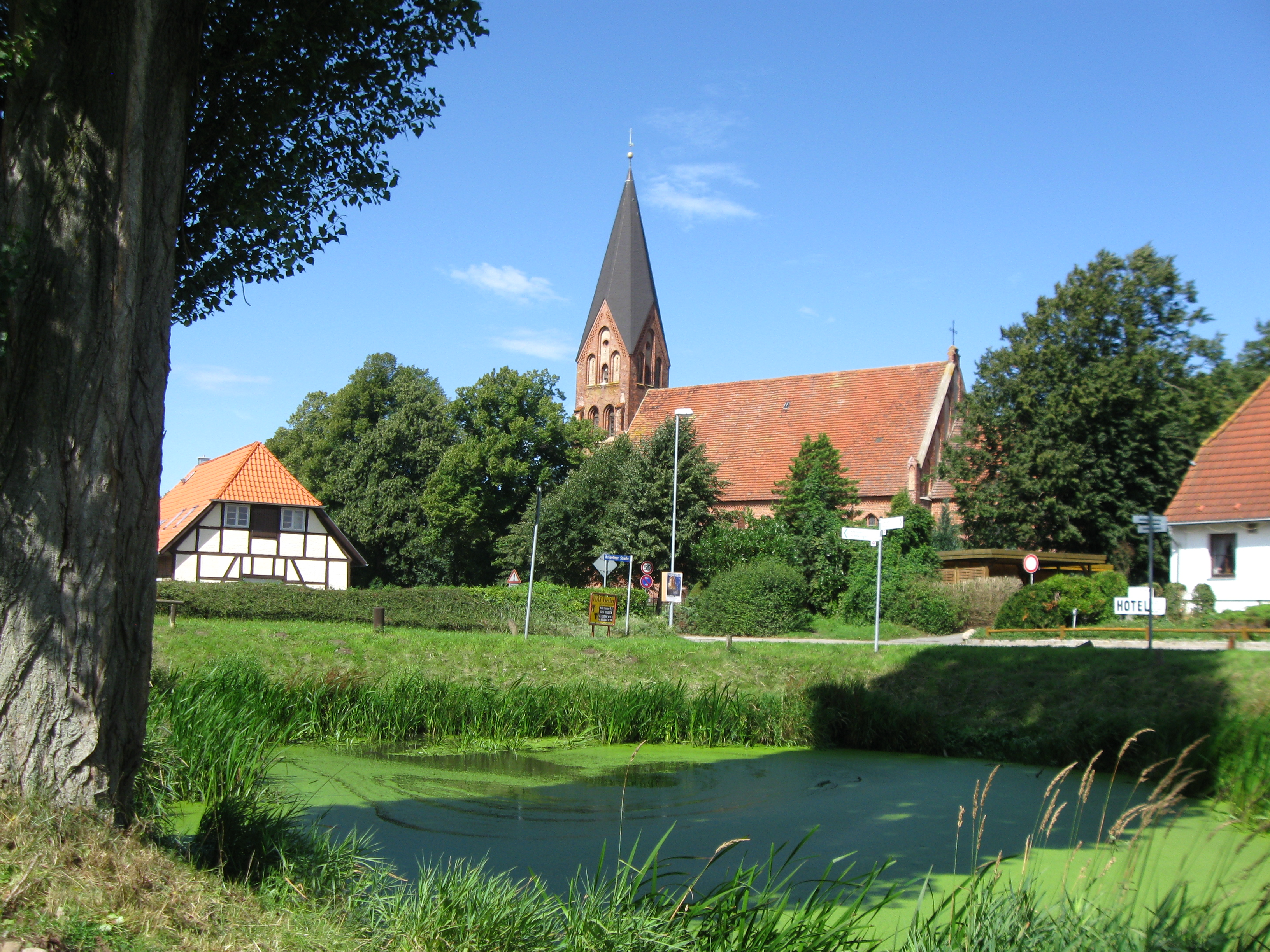
Dorfmitte von Steffenshagen
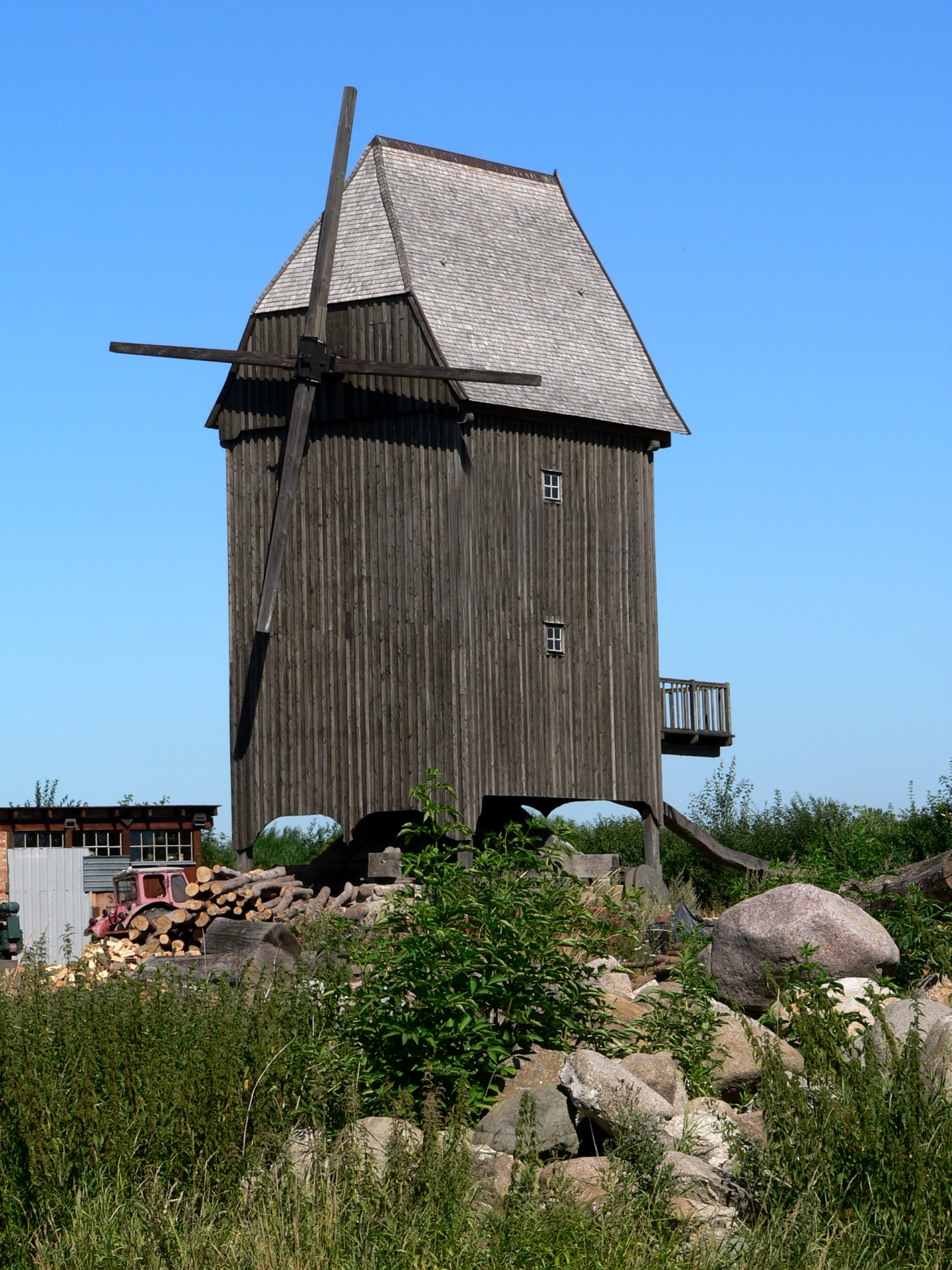
Bockwindmühle in Steffenshagen
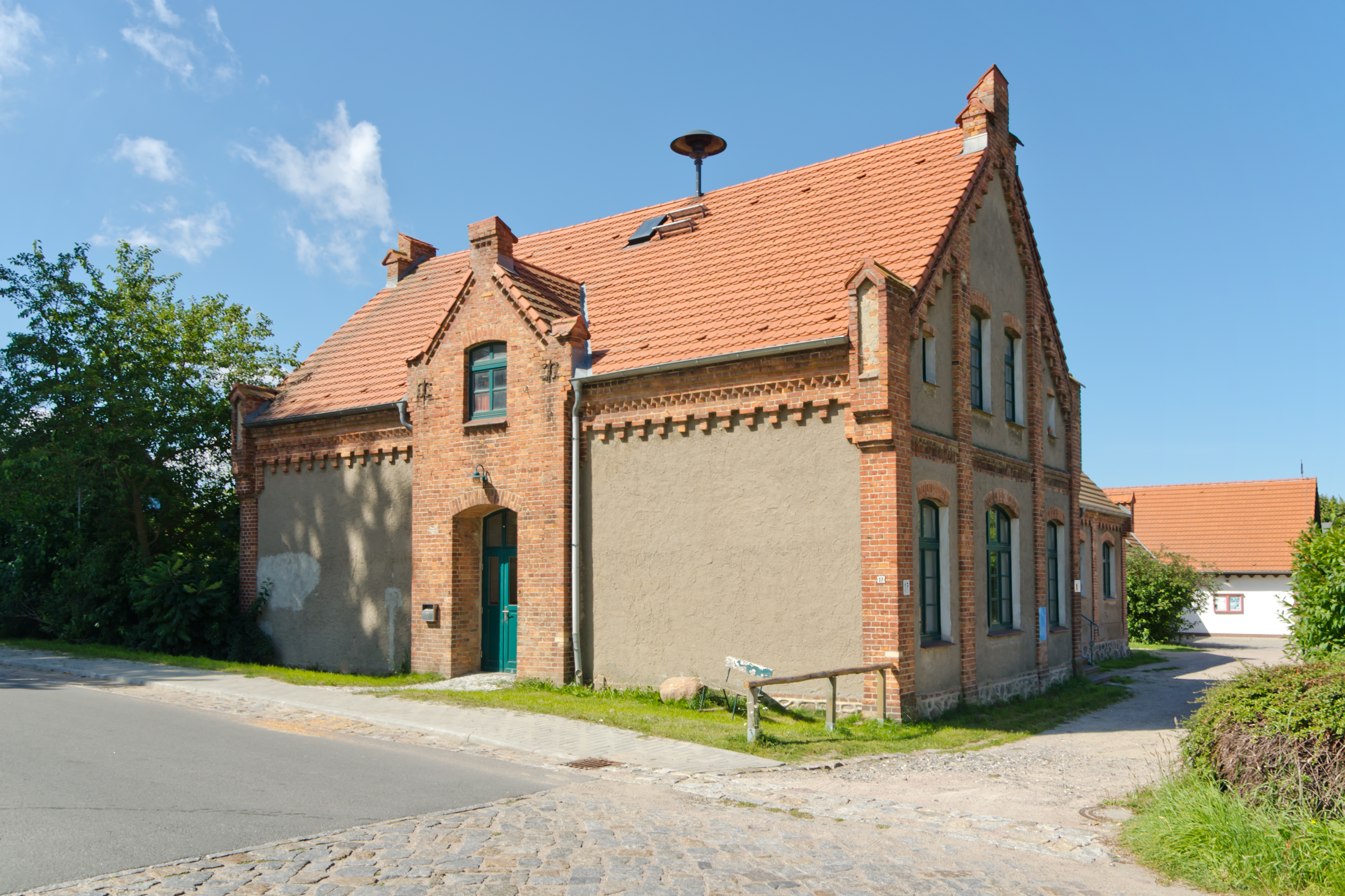
Alte Schule in Niedersteffenshagen
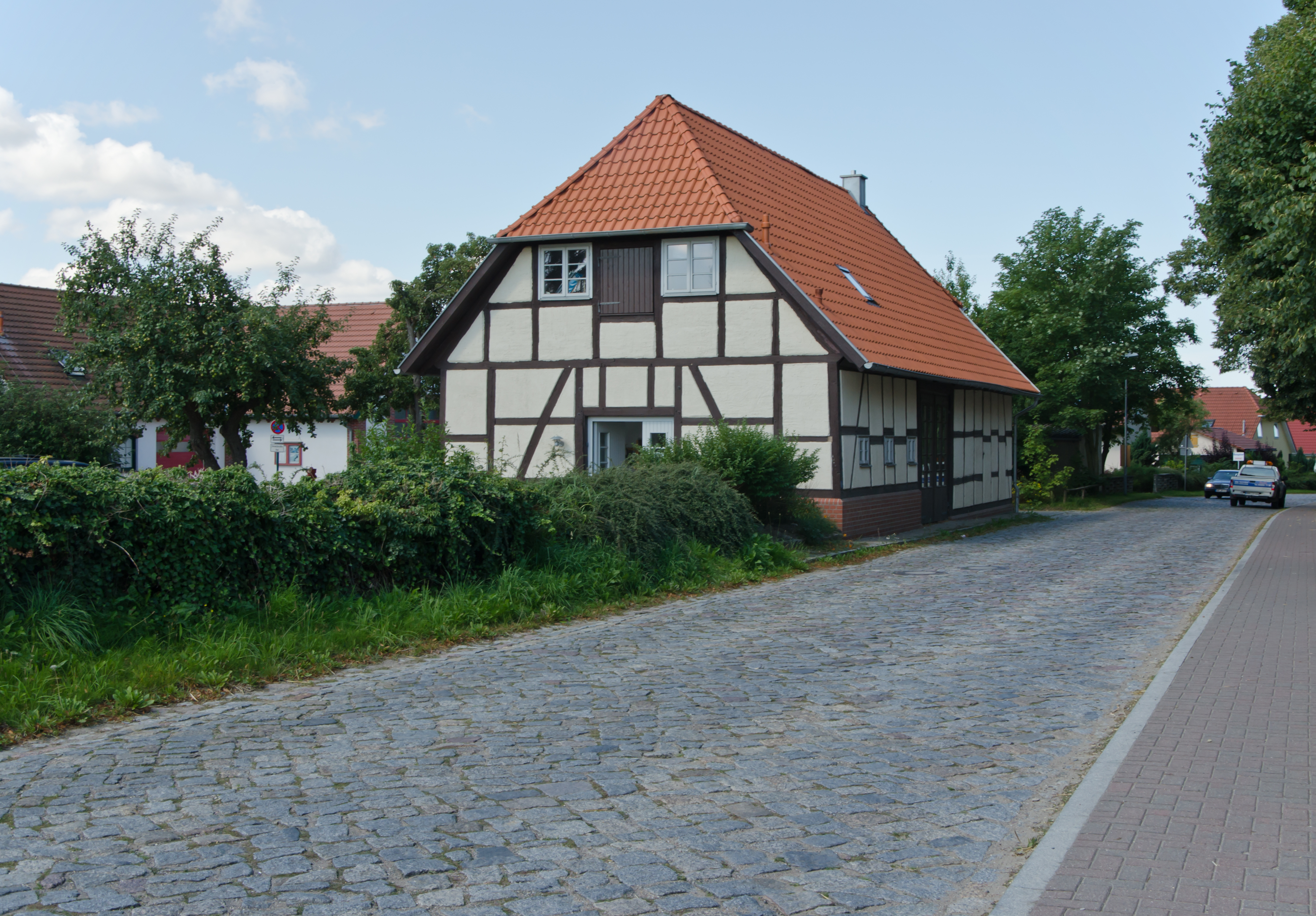
Pflasterstraße in Steffenshagen
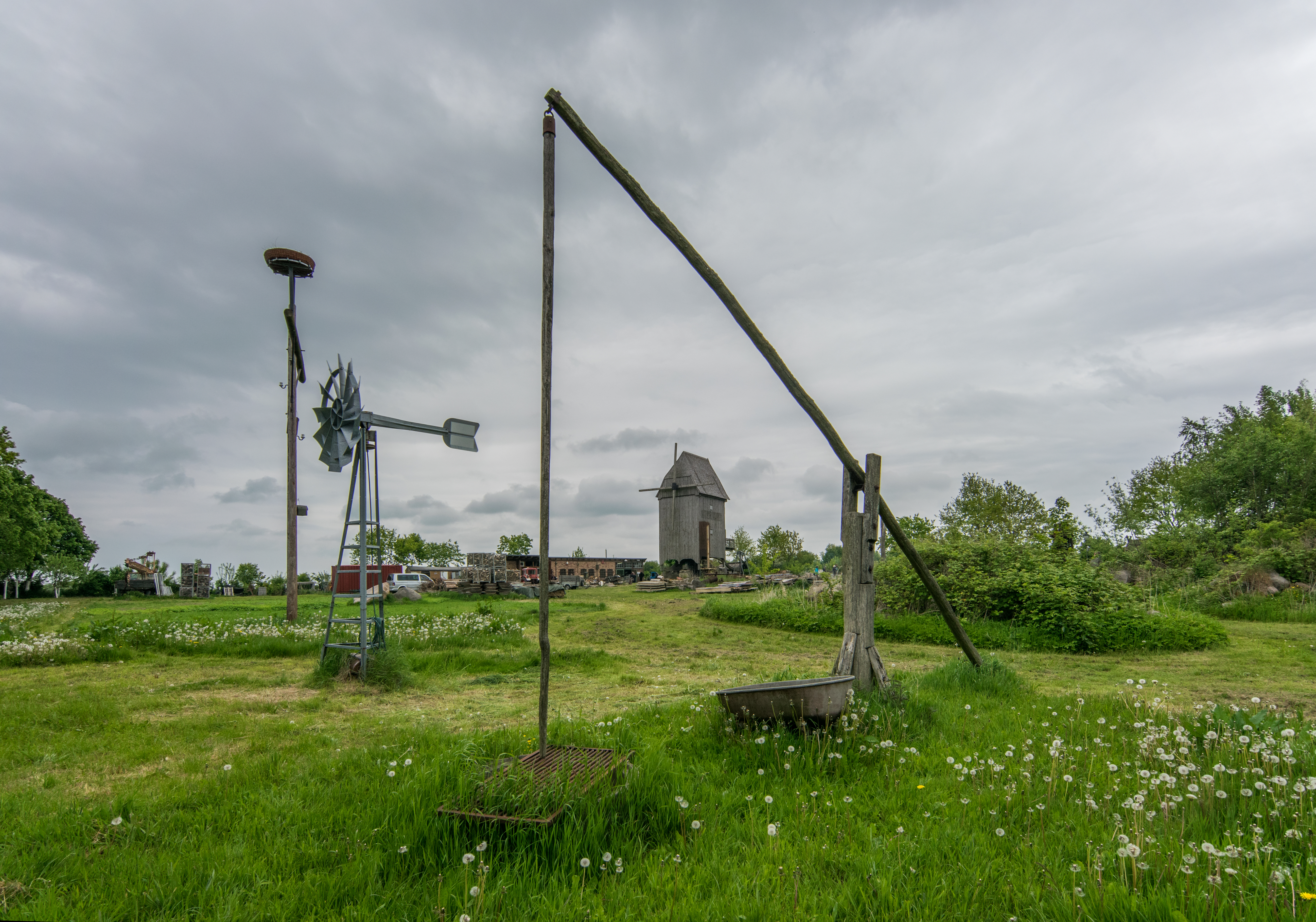
Ziehbrunnen